# Оффа (Нигерия)
О́ффа (англ. Offa) — город и район местного управления в юго-западной части Нигерии, на территории штата Квара.

## Географическое положение
Город находится в южной части штата, на высоте 435 метров над уровнем моря.
Оффа расположена на расстоянии приблизительно 30 километров к юго-юго-востоку (SSE) от Илорина, административного центра штата и на расстоянии 307 километров к западу-юго-западу (WSW) от Абуджи, столицы страны.

## Население
По данным переписи 1991 года численность населения Оффы составляла 74 326 человек.
Динамика численности населения города по годам:
| 1991   | 2012    |
| ------ | ------- |
| 74 326 | 166 112 |

## Экономика
Основу экономики Оффы составляют сельскохозяйственное производство и текстильная промышленность. Основными продуктами городского экспорта являются ямс, маниок, кукуруза, сорго, орехи ши, а также ткани, окрашенные в натуральные красители местного производства.

## Транспорт
Сообщение Оффы с другими городами Нигерии осуществляется посредством железнодорожного и автомобильного транспорта.
Ближайший аэропорт расположен в городе Илорин.